# 杰弗里·塔克
杰弗里·阿尔伯特·塔克（英語：Jeffrey Albert Tucker，1963年12月19日—），是米塞斯研究院编委会副主席，米塞斯研究院是一个拥护奥地利学派经济学思想的智库。他如今负责研究院官方网站的管理工作。塔克也是麦基诺公共政策研究中心的兼职学者和阿克顿大学的教学成员。

## 编辑和作家生涯
塔克编撰了一本介绍亨利·赫兹利特著作的参考书指南，书名为“亨利·赫兹利特：自由的巨人”，这本指南已经出版。经济教育基金会的一篇文章评论说，这本书“涵盖了一本小说、文学批评著作、经济学和伦理哲学的论文、一些期刊，还有另外十六本书以及书中的众多章节，再加上文章、纪实和评论，”就像一篇“致亨利·赫兹利特的合适颂文”。
作为一名作家，塔克为罗克维尔的罗克维尔网站和米塞斯研究院及其他一些地方贡献了许多学术成果和幽默的散文。最近的幽默文章包括了他为清晨喝酒写的辩护文章 ，和建议“怎样穿的像一个男人”，对修面膏的攻击 （页面存档备份，存于），还有他对快速理发的赞赏。他批评过孟加拉乡村银行，这家银行的创建者穆罕默德·尤纳斯获得了2006年度的诺贝尔和平奖。

### 天主教信仰
塔克是一个天主教徒 ，担任着《神圣音乐》杂志的总编。有一个运动主张在天主教堂使用传统音乐，他是这个运动的旗手之一；他也是“改良的改革”运动的知名成员。

## 书籍
- 《像天主教徒那样歌唱》 (2009; 参见 e-book （页面存档备份，存于）) ISBN 1-60743-722-8
- 《早餐饮波本：脱离中央集权的生活》(2010; 参见 e-book （页面存档备份，存于）) ISBN 1-933550-89-9